# Fudbalski savez Jugoslavije
Jugosłowiański Związek Piłki Nożnej (cyr. Фудбалски Савез Југославије, FSJ) – ogólnokrajowy związek sportowy, który działał na terenie byłego Królestwo Jugosławii, a od 1945 Socjalistyczną Federacyjną Republikę Jugosławii. Będący jedynym prawnym reprezentantem jugosłowiańskiej piłki nożnej, zarówno mężczyzn, jak i kobiet, we wszystkich kategoriach wiekowych w kraju i za granicą. Jugosłowiański związek piłkarski został założony w 1919 i w tym samym roku został przyjęty do FIFA. 1954 została członkiem UEFA
Po rozpadzie Jugosławii w 1991, FIFA i UEFA uznają Serbski Związek Piłki Nożnej za następcę Federacji Futbolu Jugosławii i spadkobierce osiągnięć reprezentacji oraz klubów Jugosławii.